# 阿德萬斯 (加利福尼亞州)
隔德萬斯（英語：Advance）是位於美國加利福尼亞州圖萊里縣的一個非建制地區。該地的面積和人口皆未知。

## 地理
隔德萬斯的座標為36°30′57″N 118°54′09″W / 36.51583°N 118.90250°W，而該地的平均海拔高度為412米（即1352英尺）。